# Lista de condados de Nova Hampshire
Esta é uma lista dos condados de Nova Hampshire. Existem actualmente dez condados no estado americano de New Hampshire. Cinco dos condados foram criados em 1769, quando Nova Hampshire ainda era uma colónia inglesa e não um estado, durante a primeira subdivisão do Estado em condados. Os últimos condados criados foram os de Belknap e o de Carroll, em 1840.
A maioria dos condados de Nova Hampshire foram nomeados após as pessoas proeminentes britânicas ou americanas, ou localizações geográficas e características. Apenas um condado tem um nome de origem em uma língua indígena: o Condado de Coös, nomeado após uma palavra indígena que significa "torto", e referindo-se a uma curva do rio Connecticut. Os condados tendem a ser menores em área de terra em direcção ao extremo sul do estado, onde a população de Nova Hampshire está concentrada, e maiores em área de terra no norte do condado, onde é menos populoso.
O código Federal Information Processing Standard (FIPS), que é usado pelo governo dos Estados Unidos para identificar estados e condados, é fornecido com cada entrada. O código de Nova Hampshire é 33, que quando combinado com qualquer código de condado seria escrito como 33XXX. O código FIPS para cada condado liga para os dados de censo desse condado.

## Condados
| Condado      | FIPS | Sede de condado     | Criação                | Origem                                                     | Etimologia | População | Área                      | Mapa                    |
| ------------ | ---- | ------------------- | ---------------------- | ---------------------------------------------------------- | --- | --------- | ------------------------- | ----------------------- |
| Belknap      | 001  | Laconia             | 1840                   | Partes do Condado de Merrimack e Condado de Strafford.     | Jeremy Belknap (1744-88), um dos primeiros historiadores de Nova Hampshire.                                                                                               | 60 088    | 46 858 mi² (121 000 km²)  | Condado de Belknap      |
| Carroll      | 003  | Ossipee             | 23 de Dezembro de 1840 | Partes do Condado de Strafford.                            | Charles Carroll of Carrollton (1737-1832), o último signatário vivo da Declaração de Independência dos Estados Unidos.                                                    | 47 818    | 99 243 mi² (257 000 km²)  | Condado de Carroll      |
| Cheshire     | 005  | Keene               | 29 de Abril de 1769    | Um dos cinco condados originais.                           | Condado de Cheshire, Inglaterra | 77 117    | 72 910 mi² (189 000 km²)  | Condado de Cheshire     |
| Coös         | 007  | Lancaster           | 1803                   | Parte do Condado de Grafton.                               | Uma palavra algonquina que significa "pinhas pequenas". | 33 055    | 182 973 mi² (474 000 km²) | Condado de Coös         |
| Grafton      | 009  | North Haverhill     | 29 de Abril de 1769    | Um dos cinco condados originais.                           | Augustus Henry Fitzroy (1735-1811), terceiro Duque de Grafton, Inglaterra (1735–1811), um Primeiro-Ministro da Grã-Bretanha (1768–1770). .                                | 89 118    | 174 955 mi² (453 000 km²) | Condado de Grafton      |
| Hillsborough | 011  | Manchester e Nashua | 29 de Abril de 1769    | Um dos cinco condados originais.                           | Wills Hill, primeiro Marquês de Downshire (1718-1793), conhecido na América como Conde de Hillsborough, que serviu como o primeiro Secretário de Estado para as Colónias. | 400 721   | 89 221 mi² (231 000 km²)  | Condado de Hillsborough |
| Merrimack    | 013  | Concord             | 1823                   | Partes do Condado de Hillsborough e Condado de Rockingham. | Rio Marrimack | 146 445   | 95 645 mi² (248 000 km²)  | Condado de Merrimack    |
| Rockingham   | 015  | Brentwood           | 29 de Abril de 1769    | Um dos cinco condados originais.                           | Charles Watson Wentworth (1730-1782), o segundo Marquês de Rockingham, Inglaterra (1730–1782), e Primeiro-Ministro da Grã-Bretanha por duas vezes (1765–66, 1782).        | 295 223   | 79 511 mi² (206 000 km²)  | Condado de Rockingham   |
| Strafford    | 017  | Dover               | 29 de Abril de 1769    | Um dos cinco condados originais.                           | William Wentworth, segundo Conde de Strafford (1626-1695), nobre inglês dono de terras coloniais.                                                                         | 123 143   | 384 mi² (995 km²)         | Condado de Strafford    |
| Sullivan     | 019  | Newport             | 5 de Julho de 1827     | Parte do Condado de Cheshire.                              | John Sullivan (1740-1795), o terceiro e quinto governador de Nova Hampshire (1786–88, 1789–90).                                                                           | 43 742    | 55 199 mi² (143 000 km²)  | Condado de Sullivan     |